# Казе Прадезе (Римини)
Казе Прадезе је насеље у Италији у округу Римини, региону Емилија-Ромања.
Према процени из 2011. у насељу је живело 124 становника. Насеље се налази на надморској висини од 16 м.